# أتاندوا كاني
أتاندوا كاني (بالإنجليزية: Atandwa Kani)‏ هو ممثل جنوب أفريقي ولد بتاريخ 6 يونيو 1984 في بورت إليزابيث.

## أعماله
شارك في عدة أعماله منها النمر الأسود ومانديلا: طريق طويل إلى الحرية.

## وصلات خارجية
- أتاندوا كاني على موقع IMDb (الإنجليزية)
- أتاندوا كاني على موقع ميتاكريتيك (الإنجليزية)
- أتاندوا كاني على موقع روتن توميتوز (الإنجليزية)
- أتاندوا كاني على موقع ألو سيني (الفرنسية)
- أتاندوا كاني على موقع أول موفي (الإنجليزية)
- أتاندوا كاني على موقع قاعدة بيانات الفيلم (الإنجليزية)

صفحته على IMDb